# Ku-Maloob-Zaap
Ku-Maloob-Zaap (KMZ) zijn aardolievelden in de Golf van Campeche, Mexico. De velden bevinden zich 105 km uit de kust van Ciudad del Carmen en zijn Mexico's productiefste velden, bestaand uit Ku, Maloob, Zaap, Bacab, Lum en Zazil-Ha.

## Ontwikkeling
Ku werd ontdekt door het staatsbedrijf Petróleos Mexicanos (PEMEX) in 1979, Maloob in 1984 en Zaap in 1991. Er zijn plannen voor zeventien olieplatforms, waarvan er inmiddels elf voltooid zijn, en het veld moet tegen 2011 800.000 vaten per dag produceren. In 2013 produceerde het veld een derde van alle olie voor PEMEX. De maatschappij verwacht tot 2018 zo rond de 850.000 vaten per dag uit het veld te produceren, waarna een daling is te verwachten. Een van de maatregelen die worden genomen om de productie hoog te houden is de injectie van stikstof om de druk in het veld te handhaven.
In 2021 ontstond op 150m van het boorplatform een gaslek in de pijpleiding met een hevige brand boven water tot gevolg.

## Productie
In januari 2009 werd bekendgemaakt dat het veld 787.000 vaten per dag produceert, en dat het daarmee het noodlijdende Cantarell, voorheen Mexico's belangrijkste olieveld, heeft ingehaald.
In de tabel hieronder staat een overzicht van de olieproductie uit het veld sinds 2002.
| Jaar | Totale olieproductie PEMEX | Productie Ku-Maloob-Zaap | Productie Cantarell-veld |
| ---- | -------------------------- | ------------------------ | ------------------------ |
| 2002 | 3177,1                     | 249,3                    | 1902,3                   |
| 2003 | 3370,9                     | 293,6                    | 2122,8                   |
| 2004 | 3382,9                     | 304,4                    | 2136,4                   |
| 2005 | 3333,3                     | 321,7                    | 2035,3                   |
| 2006 | 3255,6                     | 403,8                    | 1800,9                   |
| 2007 | 3075,7                     | 527,2                    | 1490,5                   |
| 2008 | 2791,6                     | 706,1                    | 1039,5                   |
| 2009 | 2601,5                     | 808,0                    | 684,8                    |
| 2010 | 2577,0                     | 839,2                    | 558,0                    |
| 2011 | 2552,6                     | 842,1                    | 500,7                    |
| 2012 | 2547,9                     | 855,1                    | 454,1                    |
| 2013 | 2522,1                     | 886,8                    | 439,8                    |
| 2014 | 2428,8                     | 856,7                    | 374,9                    |
| 2015 | 2267                       | 853                      | 273                      |
| 2016 | 2154                       | 867                      | 216                      |
| 2017 | 1948                       | 858                      | 177                      |
| 2018 | 1833                       | 875                      | 161                      |
| 2019 | 1701                       | 843                      | 159                      |

Het veld levert ook aardgas en was in 2019 het op een na grootste gasproducerende veld van PEMEX.